# Козлов, Пётр Иванович
Пётр Иванович Козлов — советский военный деятель, инженер-капитан 1 ранга, лауреат Сталинской премии.

## Биография
Родился 19 января 1905 года в Меленках.
В Рабоче-Крестьянской Красной Армии — с 1926 года.
Член ВКП(б)/КПСС.
Занимал ряд инженерных и командных должностей в Рабоче-Крестьянской Красной Армии: военный представитель на заводе № 190.
Занимался инженерной работой во время Великой Отечественной войны: районный инженер управления кораблестроения ВМФ, военный приёмщик отдела морских перевозок при военной миссии СССР в Великобритании.
После Великой Отечественной войны в звании инженера-капитана 1 ранга продолжил службу в Советской Армии и занимался инженерной деятельностью в её рядах.
За работу в области судостроения был в составе коллектива удостоен Сталинской премии за выдающиеся изобретения и коренные усовершенствования методов производственной работы за 1951 год.
В отставке — с 1960 года.
Умер после 1985 года.

## Награды
- орден Ленина (13.11.1952)
- орден Красного Знамени (05.11.1946, 30.12.1956)
- орден Отечественной войны I степени (27.05.1945)
- орден Отечественной войны II степени (06.11.1985)
- орден Красной Звезды (17.06.1942, 03.11.1944)